# Justiciers du Texas
Pour plus de détails, voir Fiche technique et Distribution.
Justiciers du Texas (Alias the Bad Man) est un film américain réalisé par Phil Rosen, sorti en 1931.

## Synopsis
Ken Neville reçoit une lettre de son père lui demandant de l'aider à lutter contre un gang de voleurs. Lorsqu'il arrive en ville, il découvre que son père et Warner, un autre éleveur, sont morts, soi-disant lors d'une dispute à propos de voleurs. La fille de Warner, Mary, accuse Neville, qu'elle croit être le chef des voleurs, de la mort de son père. Sans révéler son identité, Ken interroge Mary et, après avoir appris qu'elle a révélé le plan de son père pour piéger les voleurs à Rance Collins, suit l'un des hommes de Collins dans leur cachette. Là-bas, Ken entend le gang préparer le vol du bétail de Warner. Ken demande du travail à Collins et lorsqu'il hésite, l'ami de Ken, "Repeater", qui a suivi Ken jusqu'à la planque, prétend arrêter Ken pour le meurtre de son père. Collins aide Ken à s'échapper, croyant qu'il n'a plus rien à craindre du fils de Neville. Ken simule la mort de Repeater, mais Collins devient méfiant lorsqu'il apprend qu'un des intrus de la cachette, plus tôt dans la journée, a bégayé comme Repeater. Ses soupçons sont confirmés lorsque l'un de ses hommes reconnaît Ken comme étant l'homme qu'il a vu en train d'espionner au ranch Warner. Les hommes de Collins entourent Ken, mais son cheval brise une fenêtre par laquelle Ken s'échappe. Ayant échappé aux hommes de Collins, Ken revient pour empêcher la fuite de Collins. Juste à temps, Repeater arrive avec le shérif. Mary s'excuse auprès de Ken pour ses soupçons et il décide de rester en ville.

## Fiche technique
- Titre original : Alias the Bad Man
- Titre français : Justiciers du Texas
- Réalisation : Phil Rosen
- Scénario : Earle Snell
- Décors : Ralph De Lacy
- Photographie : Arthur Reed
- Montage : Martin G. Cohn
- Production : Phil Goldstone
- Société de production : Tiffany Productions
- Société de distribution : Tiffany Productions
- Pays de production :  États-Unis
- Langue originale : anglais
- Format : Noir et blanc — 35 mm — 1,20:1 — son mono
- Genre : Western
- Durée : 66 minutes
- Dates de sortie : États-Unis : 15 juillet 1931

## Distribution
- Ken Maynard : Ken Neville
- Virginia Brown Faire : Mary Warner
- Frank Mayo : Rance Collins
- Charles King : Black
- Robert Homans : Warner
- Irving Bacon : Simpson
- Lafe McKee : Clem Neville
- Ethan Allen : le shérif